# Dumitru (Tache) Brumărescu
Dumitru (Tache) Brumărescu (n. 1872, Vălenii de Munte – d. 1937, București) s-a remarcat ca un prolific inventator, inovator, pilot, pionier al aviației mondiale, apreciat și încurajat în inițiativele sale de C. I. Istrati și Spiru Haret.
Pentru a-și putea realiza numeroasele invenții, a început să cioplească în lemn și să-și vândă produsele.

## Biografie

### Aeronavă cu decolare-aterizare verticală
A participat la expozițiile generale ale României din anii 1904 și 1906, în care s-a făcut remarcat și a obținut medalii de argint și de aur pentru un aeroplan original, cu decolare verticală, primul avion de acest gen, pe care l-a și brevetat sub nr. 02218, în noiembrie 1909, la București.
Aeroplanul său utiliza trei elice (este primul avion de acest gen), dintre care una era propulsivă, iar celelalte două tractive. Macheta avionului său a fost expusă la Salonul aeronautic de la Paris din 1910, alături de avionul cu reacție al lui Henri Coandă. Acest aparat avea profundorul în față, elicea în centrul aparatului, iar elicele accesorii erau destinate ridicării aparatului.

### Paris și Cotroceni
Rămânând o scurtă vreme la Paris, Brumărescu a obținut brevetul de pilot la Juvissy. În țară, s-a strâns o sumă de bani, prin colectă, iar Brumărescu și-a putut cumpăra din Franța un motor pentru a-și construi și experimenta avionul. 

La sfârșitul lui mai 1911, la Cotroceni, Brumărescu a vrut să-și încerce el însuși aparatul și a reușit să-l ridice în aer și să zboare pe o distanță de ordinul zecilor de metri. Pentru că nu avea suficientă experiență în pilotaj, a pierdut controlul avionului, care s-a avariat la impactul cu solul, dar inventatorul a scăpat, ca prin minune, cu viață.

### Alte invenții
Brumărescu a realizat și un salvator de pe submarine scufundate, invenție brevetată în Franța în septembrie 1911 ce era o cabină metalică cu pereți înalți, complet acoperită, fixată pe puntea superioară a submarinului, care permitea salvarea echipajului în cazul în care un submarin eșua.
Alte invenții ale lui Brumărescu sunt reprezentate de realizarea cuplajului automat la vagoanele de cale ferată, o sanie-automobil și o mașină de tăiat stuful.